# Ptyelus
Genre
Ptyelus est un genre d'insectes hémiptères de la famille des Aphrophoridae.

## Classification
Le genre Ptyelus est créé en 1828, ou 1825 selon GBIF, par les entomologistes français Lepeletier de Saint-Fargeau (1770-1845) et Audinet-Serville (1775-1858),.

## Répartition géographique
Les espèces de ce genre se rencontrent en Europe, Afrique et Asie du Sud-Est.

## Liste d'espèces
Les espèces connues sont :
- Ptyelus affinis Distant, 1908
- Ptyelus caffer Stål, 1854
- Ptyelus cinereus Distant, 1916
- Ptyelus colonus Jacobi, 1943
- Ptyelus declaratus Melichar, 1903
- Ptyelus discifer Walker, 1851
- Ptyelus flavescens (Fabricius, 1794)
- Ptyelus goudoti (Bennett, 1833)
- Ptyelus grossus (Fabricius, 1781)
- Ptyelus hambantotensis Distant, 1916
- Ptyelus hirsutus (Kirby, 1891)
- Ptyelus hottentoti (Cogan, 1916)
- Ptyelus ignambianus Distant, 1920
- Ptyelus inconspicuus Distant, 1908
- Ptyelus inermis Montrouzier, 1861
- Ptyelus integratus Walker, 1858
- Ptyelus irroratus (Spinola, 1850)
- Ptyelus iturianus Lallemand, 1939
- Ptyelus jayakari Distant, 1916
- Ptyelus lineolus Montrouzier, 1861
- Ptyelus mahei Distant, 1909
- Ptyelus majusculus Distant, 1908
- Ptyelus mexicanus (Spinola, 1850)
- Ptyelus montaguei Distant, 1920
- Ptyelus nebulus (Turton, 1802)
- Ptyelus niger Lallemand, 1920
- Ptyelus nocturnus Distant, 1920
- Ptyelus pampaianus Distant, 1920
- Ptyelus panieanus Distant, 1920
- Ptyelus pectoralis Walker, 1870
- Ptyelus perroti Lallemand, 1920
- Ptyelus phaleratus (Spinola, 1850)
- Ptyelus porrigens Walker, 1858
- Ptyelus rhoonensis Distant, 1920
- Ptyelus schmidti Metcalf, 1962
- Ptyelus sexmaculatus Montrouzier, 1861
- Ptyelus sexvittatus Walker, 1851
- Ptyelus speciosus Lallemand, 1927
- Ptyelus subfasciatus Walker, 1851
- Ptyelus sulcatus Distant, 1908
- Ptyelus tamahonis Matsumura, 1940
- Ptyelus transfasciatus Lallemand, 1927
- Ptyelus vittatus Kato, 1933

### Espèces fossiles
Selon Paleobiology Database, en 2023, les espèces fossiles sont au nombre de deux :
- †Ptyelus marcatus Théobald 1937
- †Ptyelus spumiferus Heer 1853[2]

## Fossiles
Selon Paleobiology Database, en 2023, le nombre de collections de fossiles est de cinq.

## Galerie

Quelques espèces vivantes du genre Ptyelus.
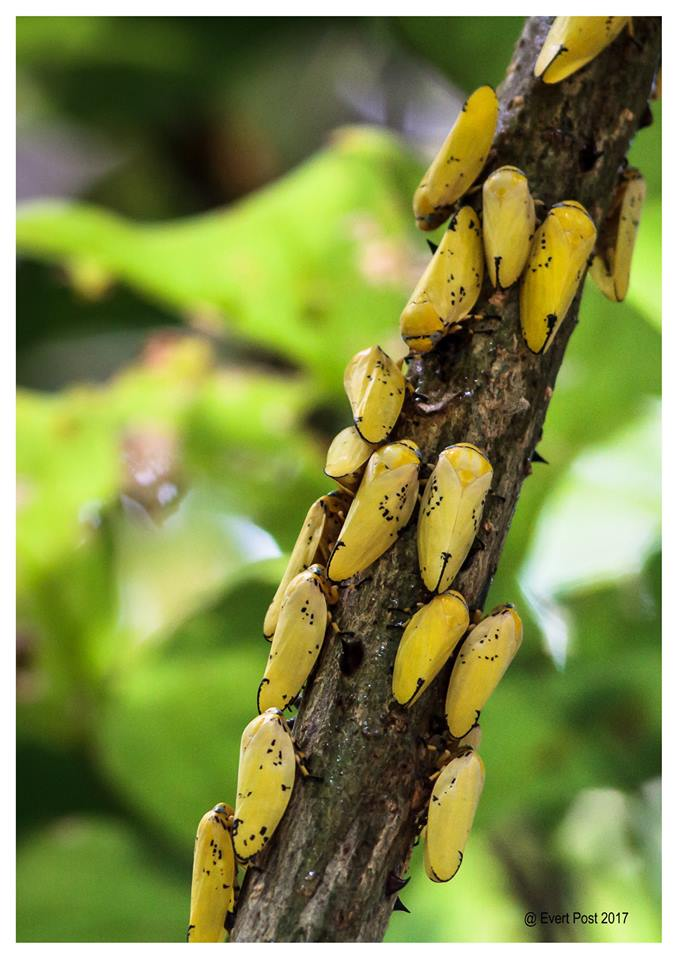
Ptyelus flavescens.
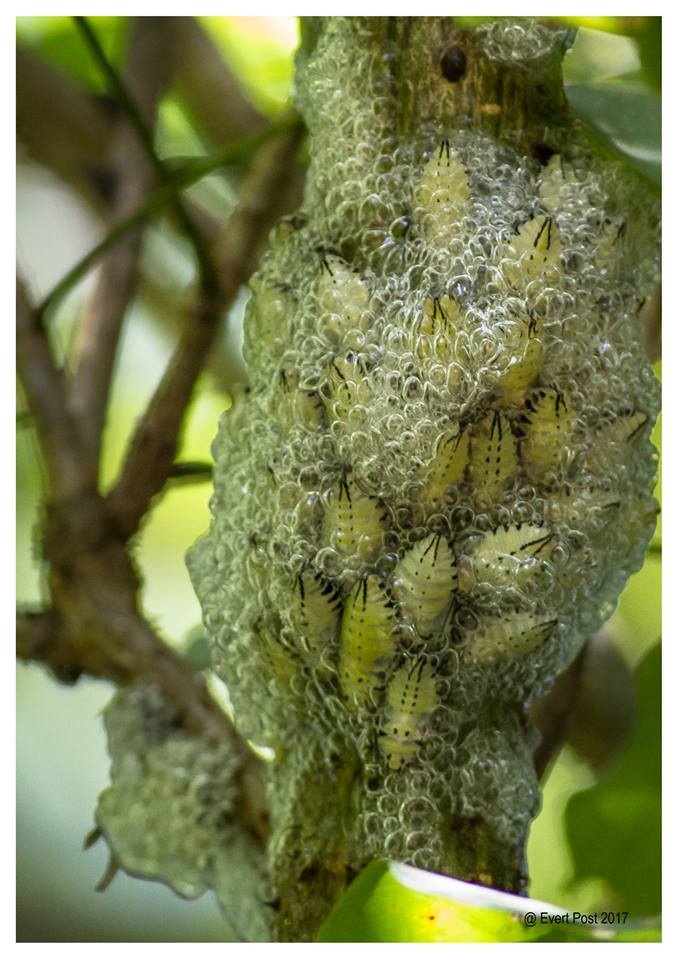
Ptyelus flavescens.
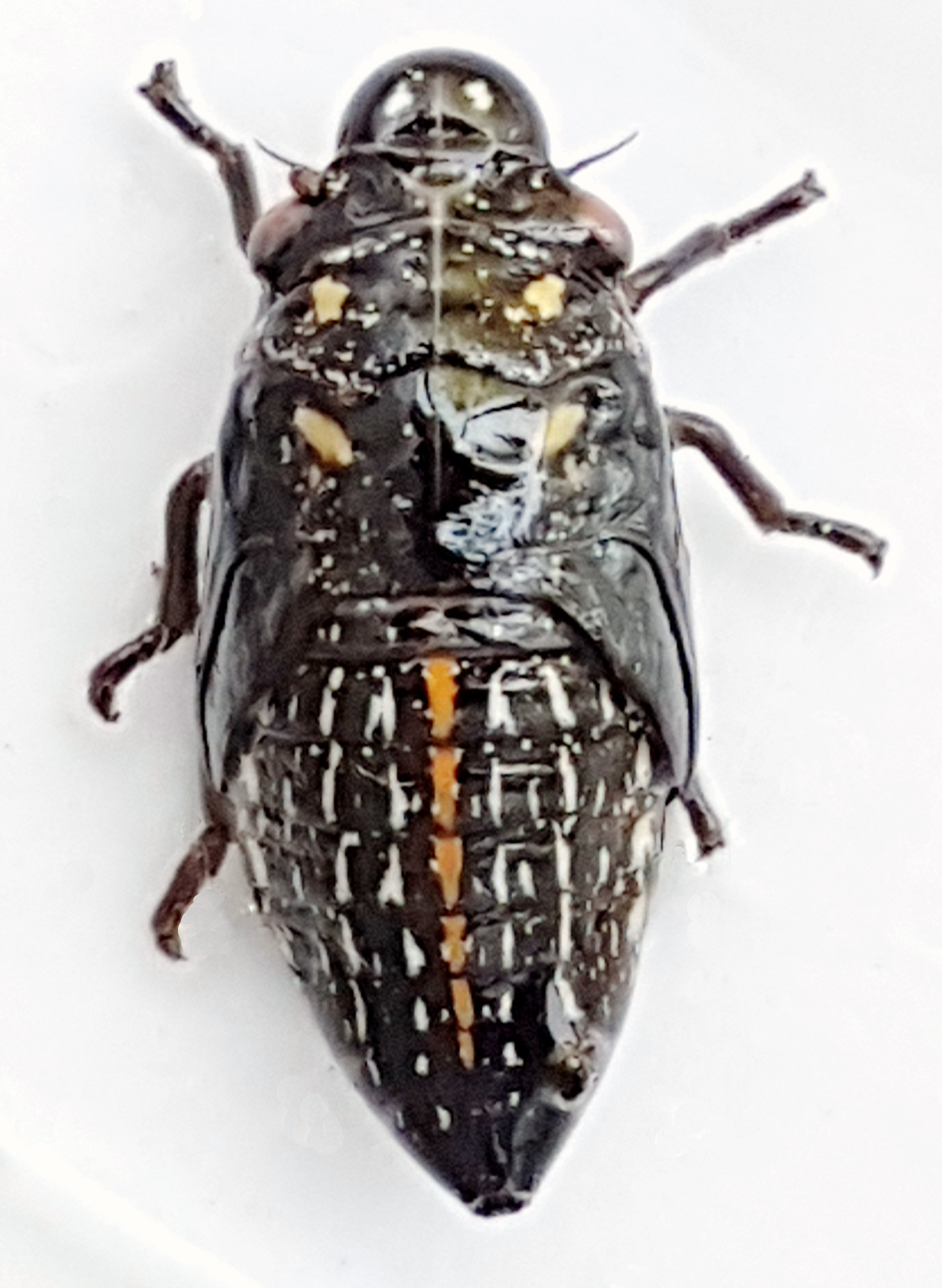
Ptyelus grossus.
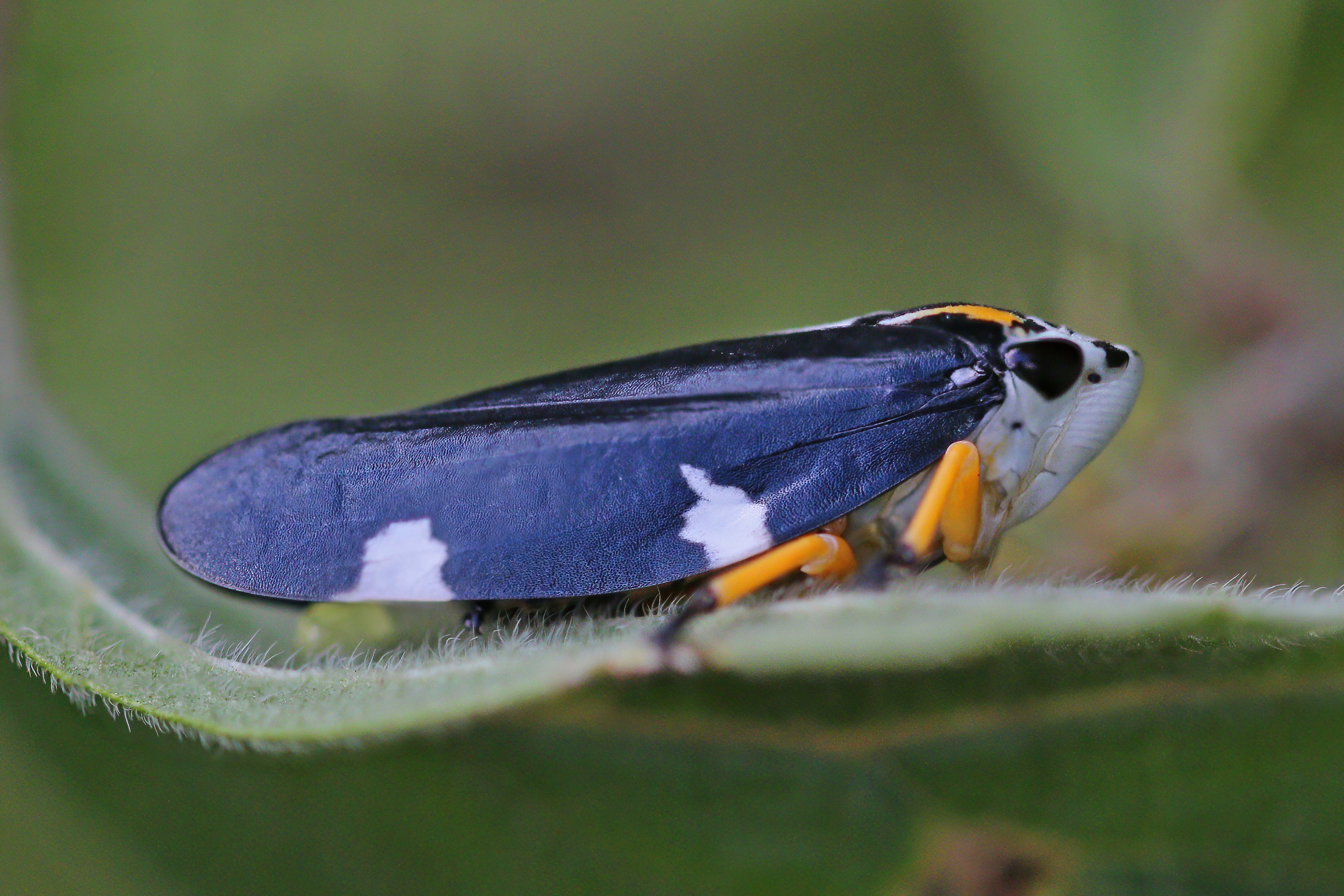
Ptyelus grossus au Kenya.
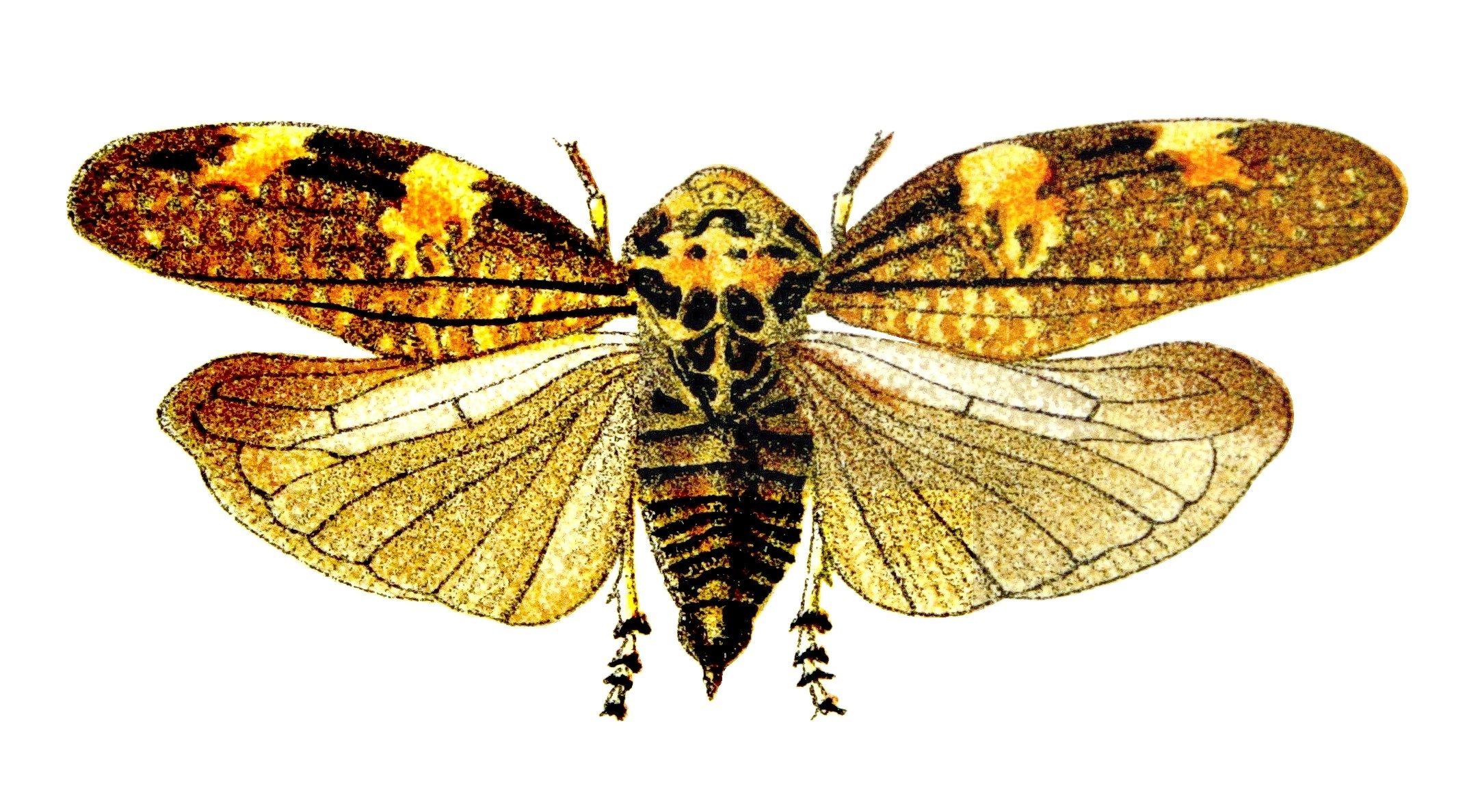
Ptyelus grossus avec ailes dépliées.

### Publication originale
- Lepeletier de Saint-Fargeau et Audinet-Serville, Encyclopédie Méthodique. Histoire Naturelle. Entomologie, ou Histoire Naturelle des Crustacés, des Arachnides et des Insectes. Tome Dixième 345-833, 1828.